# Euphyia chaconis
Euphyia chaconis är en fjärilsart som beskrevs av Louis Beethoven Prout 1931. Euphyia chaconis ingår i släktet Euphyia och familjen mätare. Inga underarter finns listade i Catalogue of Life.